# Lidia Poët
Lidia Poët (26 d'agost de 1855 - 25 de febrer de 1949) va ser la primera advocada italiana moderna. La seva inhabilitació va provocar un moviment per permetre a les dones exercir l'advocacia i ocupar càrrecs públics a Itàlia.

## Carrera
Nascuda l'any 1855 al poble de Traverse, comuna de Perrero, a la Vall Germanasca, va aprovar els exàmens de dret a la Universitat de Torí, Facultat de Dret i es va llicenciar el 17 de juny de 1881. Durant els dos anys següents, va "assistir a la pràctica forense" al despatx d'advocat i va assistir a les sessions dels tribunals. Aleshores es va sotmetre a l'examen teòric i pràctic de l'Ordre dels Advocats de Torí i, aprovat per 45 de 50 vots, va ser inscrita al cens dels advocats (albo degli avvocati) el 9 d'agost de 1883.
No obstant això, la inscripció d'una dona al quadern "no va agradar" a l'oficina del fiscal general (procuratore general), que va presentar una querella davant el Tribunal d'Apel·lació de Torí. Malgrat les rèpliques, arguments i exemples de dones advocades d'altres països (com Clara S. Foltz), el fiscal general va argumentar que la llei i l'ordre públic prohibien a les dones entrar a la milizia togata. Posteriorment, el Tribunal d'Apel·lació va considerar que la inscripció de Poët era il·legal. Va recórrer davant el Tribunal Suprem de Cassació, però la decisió del tribunal inferior es va confirmar.

## Debat sobre les dones i la professió jurídica a Itàlia
Es va produir un debat públic, amb 25 diaris italians que van donar suport als papers públics de les dones i només tres en contra. Els que estaven en contra van fer declaracions dient que els únics homes que donaven suport als rols públics de les dones eren celibats solters. Un professor de la Universitat de Pàdua anomenat Taverni va entrevistar al polític nord-americà, William Waldorf Astor, i va informar que digué que "l'opinió pública dels nord-americans no era favorable a l'exercici de les professions per part de les dones, ja que les dones metgesses, advocats, etc., que exerceixen a Amèrica, no pertanyen ni a l'aristocràcia dels diners ni a la de l'intel·lecte". Tanmateix, el mateix Taverni va afavorir la vida pública de les dones, ja que salvaria les 250.000 dones italianes solteres que, si la societat no els donava un paper, es passarien la vida com a nihilistes.
Poët va treballar al despatx d'advocats del seu germà després que la Corte Suprema di Cassazione va impedir la seva admissió com a advocada al col·legi d'advocats de Torí el 1884. Curiosament, Poët va fer la feina d'advocada tot i que no podia signar cartes ni advocar als tribunals. Quan el seu germà marxava a Vichy cada any, es va fer càrrec de la pràctica per complet i, quan era necessari, va buscar companys masculins per declarar-se als tribunals en nom dels seus clients.
Tot això a banda, les qüestions centrals van ser si un marit incorreria en responsabilitat per l'exercici de l'advocacia de la seva dona i si en la construcció dels estatuts, les paraules en gènere masculí s'havien d'aplicar només als homes. Fins i tot avui, als tribunals italians, no és estrany que les advocades siguin adreçades com a "signorina" o "signora" (senyoreta o senyora), mentre que als advocats sempre s'adrecen com a "avvocato" (advocat).

## Vida posterior
Les fonts informen que, durant la resta de la seva vida, Poët va ser activa en el moviment internacional de dones.
Segons la Llei n. 1176 del 17 de juliol de 1919, les dones podien exercir determinats càrrecs públics. Un any més tard, als 65 anys, Poët va ser finalment inscrit al llistat d'advocats de Torí. No va ser fins a l'any 1920 que Lidia Poët, com a dona de 64 anys, va ser inscrita a l'expedient dels membres del Consell d'Advocats i reconeguda oficialment com a advocada.